# Coppa panamericana maschile under 21 di pallavolo 2019
La Coppa panamericana maschile under 21 di pallavolo 2019 si è svolta dal 5 all'11 maggio a Lima, in Perù: al torneo hanno partecipato otto squadre nazionali under 21 nordamericane e sudamericane e la vittoria finale è andata per la prima volta a Cuba.

## Impianti
|                                                                                     |  |  |
|                                                                                     |  |  |
| Complejo Deportivo Manuel Bonilla Città: Lima Capienza: 6 500 Anno d'apertura: 1995 |  |  |

## Regolamento

### Formula
Le squadre hanno disputato una prima fase a gironi con formula del girone all'italiana; al termine della prima fase:
- Le prime due classificate di ciascun girone hanno acceduto alla fase finale per il primo posto, strutturata in quarti di finale, a cui hanno partecipato solo le seconde e le terze classificate, semifinali, finale per il terzo posto e finale.
- Le due eliminate ai quarti di finale e le quarte classificate di ciascun girone hanno acceduto alle semifinali per il quinto posto.

### Criteri di classifica
Se il risultato finale è stato di 3-0 sono stati assegnati 5 punti alla squadra vincente e 0 a quella sconfitta, se il risultato finale è stato di 3-1 sono stati assegnati 4 punti alla squadra vincente e 1 a quella sconfitta, se il risultato finale è stato di 3-2 sono stati assegnati 3 punti alla squadra vincente e 2 a quella sconfitta.
L'ordine del posizionamento in classifica è stato definito in base a:
- Numero di partite vinte;
- Punti;
- Ratio dei set vinti/persi;
- Ratio dei punti realizzati/subiti;
- Risultati degli scontri diretti.

## Squadre partecipanti
| Squadra         | Qualificazione      | Ultima partecipazione |
| --------------- | ------------------- | --------------------- |
| Canada          | -                   | Canada 2017           |
| Cile            | -                   | Canada 2017           |
| Colombia        | -                   | Debutto               |
| Cuba            | -                   | Canada 2017           |
| Perù            | Paese organizzatore | Debutto               |
| Porto Rico      | -                   | Canada 2017           |
| Rep. Dominicana | -                   | Panama 2011           |
| Stati Uniti     | -                   | Canada 2015           |

## Torneo

### Fase a gironi
| Girone A        | Girone B |
| --------------- | -------- |
| Cuba            | Canada   |
| Porto Rico      | Cile     |
| Rep. Dominicana | Colombia |
| Stati Uniti     | Perù     |

#### Girone A

##### Risultati
| 5 maggio 2019 Complejo Deportivo Manuel Bonilla, Lima Durata: 2h:14 - Spettatori: 600 | Stati Uniti     | 1 - 3 | Porto Rico      | 25-27, 25-27, 25-21, 20-25       |
| 5 maggio 2019 Complejo Deportivo Manuel Bonilla, Lima Durata: 1h:19 - Spettatori: 650 | Cuba            | 3 - 0 | Rep. Dominicana | 25-19, 25-18, 25-23              |
| 6 maggio 2019 Complejo Deportivo Manuel Bonilla, Lima Durata: 1h:15 - Spettatori: 600 | Porto Rico      | 0 - 3 | Cuba            | 19-25, 13-25, 16-25              |
| 6 maggio 2019 Complejo Deportivo Manuel Bonilla, Lima Durata: 1h:25 - Spettatori: 400 | Rep. Dominicana | 0 - 3 | Stati Uniti     | 17-25, 21-25, 23-25              |
| 7 maggio 2019 Complejo Deportivo Manuel Bonilla, Lima Durata: 2h:08 - Spettatori: 200 | Porto Rico      | 2 - 3 | Rep. Dominicana | 25-20, 19-25, 23-25, 25-18, 9-15 |
| 7 maggio 2019 Complejo Deportivo Manuel Bonilla, Lima Durata: 1h:10 - Spettatori: 300 | Cuba            | 3 - 0 | Stati Uniti     | 25-21, 25-15, 25-19              |

##### Classifica
| Pos | Squadra         | Pt | G | V | P | SV | SP | Ratio | PF  | PS  | Ratio |
| --- | --------------- | -- | - | - | - | -- | -- | ----- | --- | --- | ----- |
| 1   | Cuba            | 15 | 3 | 3 | 0 | 9  | 0  | MAX   | 225 | 163 | 1,380 |
| 2   | Stati Uniti     | 6  | 3 | 1 | 2 | 4  | 6  | 0,666 | 225 | 236 | 0,953 |
| 3   | Porto Rico      | 6  | 3 | 1 | 2 | 5  | 7  | 0,714 | 249 | 273 | 0,912 |
| 4   | Rep. Dominicana | 3  | 3 | 1 | 2 | 3  | 8  | 0,375 | 224 | 251 | 0,892 |

#### Girone B

##### Risultati
| 5 maggio 2019 Complejo Deportivo Manuel Bonilla, Lima Durata: 1h:44 - Spettatori: 1 000 | Canada   | 3 - 1 | Cile     | 25-17, 25-12, 22-25, 25-15        |
| 5 maggio 2019 Complejo Deportivo Manuel Bonilla, Lima Durata: 1h:24 - Spettatori: 600   | Perù     | 0 - 3 | Colombia | 23-25, 21-25, 17-25               |
| 6 maggio 2019 Complejo Deportivo Manuel Bonilla, Lima Durata: 1h:20 - Spettatori: 100   | Colombia | 0 - 3 | Canada   | 16-25, 15-25, 14-25               |
| 6 maggio 2019 Complejo Deportivo Manuel Bonilla, Lima Durata: 1h:33 - Spettatori: 300   | Perù     | 0 - 3 | Cile     | 18-25, 26-28, 17-25               |
| 7 maggio 2019 Complejo Deportivo Manuel Bonilla, Lima Durata: 2h:00 - Spettatori: 200   | Cile     | 2 - 3 | Colombia | 18-25, 21-25, 25-18, 25-19, 12-15 |
| 7 maggio 2019 Complejo Deportivo Manuel Bonilla, Lima Durata: 1h:40 - Spettatori: 1 600 | Perù     | 1 - 3 | Canada   | 9-25, 26-28, 15-25, 15-25         |

##### Classifica
| Pos | Squadra  | Pt | G | V | P | SV | SP | Ratio | PF  | PS  | Ratio |
| --- | -------- | -- | - | - | - | -- | -- | ----- | --- | --- | ----- |
| 1   | Canada   | 13 | 3 | 3 | 0 | 9  | 2  | 4,500 | 273 | 181 | 1,508 |
| 2   | Colombia | 8  | 3 | 2 | 1 | 6  | 5  | 1,200 | 222 | 237 | 0,936 |
| 3   | Cile     | 8  | 3 | 1 | 2 | 6  | 6  | 1,000 | 248 | 260 | 0,953 |
| 4   | Perù     | 1  | 3 | 0 | 3 | 1  | 9  | 0,111 | 189 | 254 | 0,744 |

### Fase finale

#### Finali 1º e 3º posto
|  | Quarti      | Quarti     |        |            | Semifinali         | Semifinali         |  |  | Finale 1º/2º posto | Finale 1º/2º posto |
|  |             |            |        |            |                    |                    |  |  |                    |                    |
|  |             |            |        |            |                    |                    |  |  |                    |                    |
|  |             |            |        |            |                    |                    |  |  |                    |                    |
|  | -           | -          |        |            |                    |                    |  |  |                    |                    |
|  | -           | -          |        |            |                    |                    |  |  |                    |                    |
|  | -           | -          |        |            |                    |                    |  |  |                    |                    |
|  | -           | -          | Cuba   | 3          |                    |                    |  |  |                    |                    |
|  |             |            | Cuba   | 3          |                    |                    |  |  |                    |                    |
|  |             | Cile       | 0      |            |                    |                    |  |  |                    |                    |
|  | Stati Uniti | Cile       | 0      | 2          |                    |                    |  |  |                    |                    |
|  | Stati Uniti |            |        | 2          |                    |                    |  |  |                    |                    |
|  | Cile        | 3          |        |            |                    |                    |  |  |                    |                    |
|  | Cile        | 3          | Cuba   | 3          |                    |                    |  |  |                    |                    |
|  |             |            | Cuba   | 3          |                    |                    |  |  |                    |                    |
|  |             | Canada     | 0      |            |                    |                    |  |  |                    |                    |
|  | -           | Canada     | 0      | -          |                    |                    |  |  |                    |                    |
|  | -           |            |        | -          |                    |                    |  |  |                    |                    |
|  | -           | -          |        |            |                    |                    |  |  |                    |                    |
|  | -           | -          | Canada | 3          | Finale 3º/4º posto | Finale 3º/4º posto |  |  |                    |                    |
|  |             |            | Canada | 3          | Finale 3º/4º posto | Finale 3º/4º posto |  |  |                    |                    |
|  |             | Porto Rico | 0      |            |                    |                    |  |  |                    |                    |
|  | Colombia    | Porto Rico | 0      | 0          | Cile               | 0                  |  |  |                    |                    |
|  | Colombia    |            |        | 0          | Cile               | 0                  |  |  |                    |                    |
|  | Porto Rico  | 3          |        | Porto Rico | 3                  |                    |  |  |                    |                    |
|  | Porto Rico  | 3          |        |            | 3                  |                    |  |  |                    |                    |
|  |             |            |        |            |                    |                    |  |  |                    |                    |
|  |             |            |        |            |                    |                    |  |  |                    |                    |

##### Quarti di finale
| 8 maggio 2019 Complejo Deportivo Manuel Bonilla, Lima Durata: 2h:22 - Spettatori: 200 | Stati Uniti | 2 - 3 | Cile       | 26-24, 25-17, 21-25, 24-26, 10-15 |
| 8 maggio 2019 Complejo Deportivo Manuel Bonilla, Lima Durata: 1h:10 - Spettatori: 200 | Colombia    | 0 - 3 | Porto Rico | 16-25, 20-25, 31-33               |

##### Semifinali
| 10 maggio 2019 Complejo Deportivo Manuel Bonilla, Lima Durata: 1h:29 - Spettatori: 1 200 | Cuba   | 3 - 0 | Cile       | 25-15, 25-17, 28-08 |
| 10 maggio 2019 Complejo Deportivo Manuel Bonilla, Lima Durata: 1h:28 - Spettatori: 300   | Canada | 3 - 0 | Porto Rico | 25-19, 25-18, 25-15 |

##### Finale 3º posto
| 11 maggio 2019 Complejo Deportivo Manuel Bonilla, Lima Durata: 1h:30 - Spettatori: 300 | Cile | 0 - 3 | Porto Rico | 21-25, 17-25, 16-25 |

##### Finale
| 11 maggio 2019 Complejo Deportivo Manuel Bonilla, Lima Durata: 1h:31 - Spettatori: 400 | Cuba | 3 - 0 | Canada | 25-19, 25-22, 29-27 |

#### Finali 5º e 7º posto
|  | semifinali      | semifinali      | semifinali  |             |                 | finale 5º posto | finale 5º posto | finale 5º posto |  |
|  |                 |                 |             |             |                 |                 |                 |                 |  |
|  | Colombia        | Colombia        | 0           |             |                 |                 |                 |                 |  |
|  | Colombia        | Colombia        | 0           |             |                 |                 |                 |                 |  |
|  | Rep. Dominicana | Rep. Dominicana | 3           |             |                 |                 |                 |                 |  |
|  | Rep. Dominicana | Rep. Dominicana | 3           |             | Rep. Dominicana | Rep. Dominicana | 2               |                 |  |
|  |                 |                 |             |             | Rep. Dominicana | Rep. Dominicana | 2               |                 |  |
|  |                 |                 | Stati Uniti | Stati Uniti | 3               |                 |                 |                 |  |
|  | Perù            | Perù            | Stati Uniti | Stati Uniti | 3               | 2               |                 |                 |  |
|  | Perù            | Perù            |             |             |                 | 2               |                 |                 |  |
|  | Stati Uniti     | Stati Uniti     | 3           |             |                 | finale 7º posto | finale 7º posto | finale 7º posto |  |
|  | Stati Uniti     | Stati Uniti     | 3           |             |                 |                 |                 |                 |  |
|  |                 |                 |             |             |                 |                 |                 |                 |  |
|  |                 |                 |             |             |                 | Colombia        | Colombia        | 3               |  |
|  |                 |                 |             |             |                 | Colombia        | Colombia        | 3               |  |
|  |                 |                 |             |             |                 | Perù            | Perù            | 1               |  |

##### Semifinali
| 10 maggio 2019 Complejo Deportivo Manuel Bonilla, Lima Durata: 1h:20 - Spettatori: 100 | Rep. Dominicana | 3 - 0 | Colombia    | 25-21, 25-20, 25-20               |
| 10 maggio 2019 Complejo Deportivo Manuel Bonilla, Lima Durata: 2h:17 - Spettatori: 300 | Perù            | 2 - 3 | Stati Uniti | 25-20, 25-19, 20-25, 21-25, 11-15 |

##### Finale 7º posto
| 11 maggio 2019 Complejo Deportivo Manuel Bonilla, Lima Durata: 1h:20 - Spettatori: 600 | Colombia | 3 - 1 | Perù | 14-25, 25-13, 27-25, 25-20 |

##### Finale 5º posto
| 11 maggio 2019 Complejo Deportivo Manuel Bonilla, Lima Durata: 2h:21 - Spettatori: 150 | Rep. Dominicana | 2 - 3 | Stati Uniti | 17-25, 14-25, 25-20, 26-24, 12-15 |

## Classifica finale
| Pos     | Squadra         | Rosa |
| ------- | --------------- | --- |
| Oro     | Cuba            | Formazione: 1 Gutiérrez, 3 Cárdenas, 5 Charles, 6 Chirino, 8 Gómez, 9 Pelayo, 10 Bolaños, 13 Romero, 14 Allen, 19 Andreu, 21 Altunaga, CT: Cruz                                      |
| Argento | Canada          | Formazione: 1 Currie, 2 Neaves, 3 Dowhaniuk, 4 Sorra, 5 Lange, 6 Elser, 8 Mrkalj, 9 Tournier, 10 Hofer, 14 Ketrzynski, 15 Liu, 16 Nesbitt, CT: Simac                                 |
| Bronzo  | Porto Rico      | Formazione: 2 P. Molina, 3 Hernández, 4 Peluzzo, 9 León, 12 Maldonado, 13 Pomar, 14 D. Molina, 15 C. Negrón, 16 Varela, 17 J. Negrón, 18 Colón, 19 Lamboy, CT: F. Negrón             |
| 4       | Cile            | Formazione: 2 Ibarra, 3 Quintero, 5 Acevedo, 6 Borgstedt, 7 Derpich, 8 Cuellar, 9 Valenzuela, 10 Mardones, 13 Lavín, 15 Fuentes, 18 León, 20 Zenteño, CT: Villarreal                 |
| 5       | Stati Uniti     | Formazione: 1 Kauling, 3 Peed, 4 Wilcox, 8 Ittner, 9 Lamp, 13 Wildman, 14 Denton, 15 Joslyn, 17 Tuman, 19 Matheney, 20 Martin, 21 Sack, CT: Hosack                                   |
| 6       | Rep. Dominicana | Formazione: 1 Edouard, 2 Valdez, 3 Almonte, 5 Muñóz, 6 Jiménez, 8 Villar, 9 Capellán, 10 Reinoso, 12 González, 13 Ferreira, 14 Martínez, 15 Méndez, CT: Mañón                        |
| 7       | Colombia        | Formazione: 1 Murillo, 2 López, 3 Guzmán, 5 Mosquera, 7 L. Aponzá, 9 Caicedo, 11 Jaramillo, 13 Ramos, 14 Ávila, 15 Rincón, 16 Viveros, 17 D. Aponzá, CT: Osorio                      |
| 8       | Perù            | Formazione: 3 Aguilar, 4 La Jara, 5 Bocanegra, 8 Jaramillo, 9 Barbieri, 10 Silva-Santisteban, 11 Nakamatsu, 15 Cerpa, 16 Aguirre, 17 Carrasco, 22 Gutiérrez, 23 Calvera, CT: Jiménez |

## Premi individuali
| Premio                | Nome              | Squadra     |
| --------------------- | ----------------- | ----------- |
| MVP                   | José Romero       | Cuba        |
| Miglior realizzatore  | Brett Wildman     | Stati Uniti |
| Miglior servizio      | Xander Ketrzynski | Canada      |
| Miglior difesa        | Landon Currie     | Canada      |
| Miglior ricevitore    | Ryan Wilcox       | Stati Uniti |
| Miglior palleggiatore | Julio Gómez       | Cuba        |
| Miglior opposto       | Xander Ketrzynski | Canada      |
| Miglior schiacciatore | Julio Cárdenas    | Cuba        |
| Miglior schiacciatore | José Gutiérrez    | Cuba        |
| Miglior centrale      | Daniel Aponzá     | Colombia    |
| Miglior centrale      | Luis López        | Colombia    |
| Miglior libero        | Garland Peed      | Stati Uniti |